# Pommerieux
Pommerieux är en kommun i departementet Mayenne i regionen Pays de la Loire i nordvästra Frankrike. Kommunen ligger i kantonen Craon som tillhör arrondissementet Château-Gontier. År 2022 hade Pommerieux 659 invånare.

## Befolkningsutveckling
Antalet invånare i kommunen Pommerieux
| Referens: INSEE |